# ふるいちやすし
ふるいち やすし（1959年 - ）は日本の映画監督、音楽監督。男性。

## 来歴・人物
監督、脚本、撮影、編集、音楽をこなす。形に囚われないスタイルで映像作品を発表している。
代表作に『彩～aja』、『艶〜The color of love』、『サイコロコロリン』、『紫陽花』、『気持ち玉』、『無言歌』
『千年の糸姫』などがある。
作曲家としてはサウンドトラック、CM、アーティストへの楽曲提供を複数おこなっており、「紅い花」（UAのアルバム『11』に収録）や「麻痺」（Karena Karenのアルバム『格子越しの月』に収録）などがある。
撮影監督、音楽監督を務めた長編映画『さかなかみ』（監督：浜野安宏）」でも大きな評価を得、常に独自の映像表現術を追求し、撮影から上映までの規模をコンパクトにすることによって血の通った、むしろ上質な映画作りを実現させる「プチ・シネ」というスタイルを提唱している。
2012年「彩～aja」でモナコ国際映画祭４冠受賞を皮切りに、
2017年には『千年の糸姫』でロンドンフイルムメイカー国際映画祭とアジア国際映画祭で最優秀監督賞を受賞。

## 作品

### 映画監督作品
- 彩～aja
- 艶〜The color of love
- サイコロコロリン
- 下北ダブル生シュー
- 紫陽花
- 無言歌
- 千年の糸姫

## 受賞歴
・「彩～aja」
2012年モナコ国際映画祭 - ベストオリジナルストーリー賞、ベストカメラタグラファ賞、ベストオリジナルミュージック賞、ベストニューカマー賞（主演：笠原千尋）
・「艶〜The color of love」     2013年モナコ国際映画祭 - 最優秀アートフィルム賞
・「千年の糸姫」
2017年ロンドンフィルムメーカー国際映画祭に於いて最優秀監督賞（長編外国語映画部門）を授賞
2017年アジア国際映画祭　最優秀監督賞受賞　最優秀新人女優賞受賞（主演：二宮芽生）
2018年インドネシア映画祭　最優秀作品賞受賞

## 著書
- 『映画のようなデジタルムービー表現術』玄光社、2013年6月